# 2000 en tennis
| Années du tennis : 1997 - 1998 - 1999 - 2000 - 2001 - 2002 - 2003    |
| Décennies du tennis : 1970 - 1980 - 1990 - 2000 - 2010 - 2020 - 2030 |

Cet article résume les faits marquants de l'année 2000 dans le monde du tennis.

## Décès
- 26 janvier : Donald Budge, 84 ans, joueur américain qui fut en 1938 le premier à gagner dans la même année les quatre tournois qui composent le Grand Chelem de tennis
- 22 juin : Philippe Chatrier, 74 ans, joueur français, président de la Fédération française de tennis entre 1973 et 1993
- 31 août : Joan Hartigan, 88 ans, joueuse australienne, trois fois victorieuse des Internationaux d'Australie en simple (1933, 1934 et 1936)
- 10 novembre : Jacques Chaban-Delmas, 85 ans, Premier ministre français de 1969 à 1972, finaliste du double messieurs aux championnats de France de tennis en 1965

## Autres faits marquants
- Première année où s'applique le classement ATP Race (jusqu'en 2008)